# McCarthy (banda)
McCarthy fue un grupo de música rock originario de Barking, Essex, Inglaterra. El grupo fue fundado en 1985 por Malcolm Eden (guitarra y voz), Tim Gane (guitarra), John Williamson (bajo y Gary Baker (batería). Lætitia Sadier se uniría al grupo y cantaría en su tercer y último álbum, tras el cual la banda se separaría, en 1990. Luego de la separación, Gane y Sadier fundaron el grupo de post-rock Stereolab, mientras que Eden formó Herzfeld.
La banda se destacó por su estilo melódico con letras satíricas influenciadas por ideas políticas de izquierda (el nombre del grupo es una broma que se refiere a Joseph McCarthy, un político anticomunista estadounidense). Una canción de la banda apareció en el compilado C86 de la revista NME, y se convirtió en una de las bandas más representativas del estilo conocido por ese nombre.

## Discografía

### Álbumes de estudio
- I Am A Wallet (noviembre de 1987)
- The Enraged Will Inherit The Earth (marzo de 1989)
- Banking, Violence And The Inner Life Today (abril de 1990)

### Recopilaciones
- A La Guillotine (febrero de 1988)
- That's All Very Well But... (1996)
- We'll Get You Soon You Creeps

### Singles
- "In Purgatory" (1985)
- "Red Sleeping Beauty" (octubre de 1986)
- "Frans Hals" (marzo de 1987)
- "The Well Of Loneliness" (septiembre de 1987)
- "This Nelson Rockefeller" (febrero de 1988)
- "Should The Bible Be Banned" (abril de 1988)
- "Keep An Open Mind Or Else" (febrero de 1989)
- "McCarthy at War EP" (mayo de 1989)
- "Get A Knife Between Your Teeth" (marzo de 1990)